# Mullsnäckor
Mullsnäckor (Ferussaciidae) är en familj av snäckor. Mullsnäckor ingår i ordningen landlungsnäckor, klassen snäckor, fylumet blötdjur och riket djur.
Familjen innehåller bara släktet Cecilioides.

## Bildgalleri

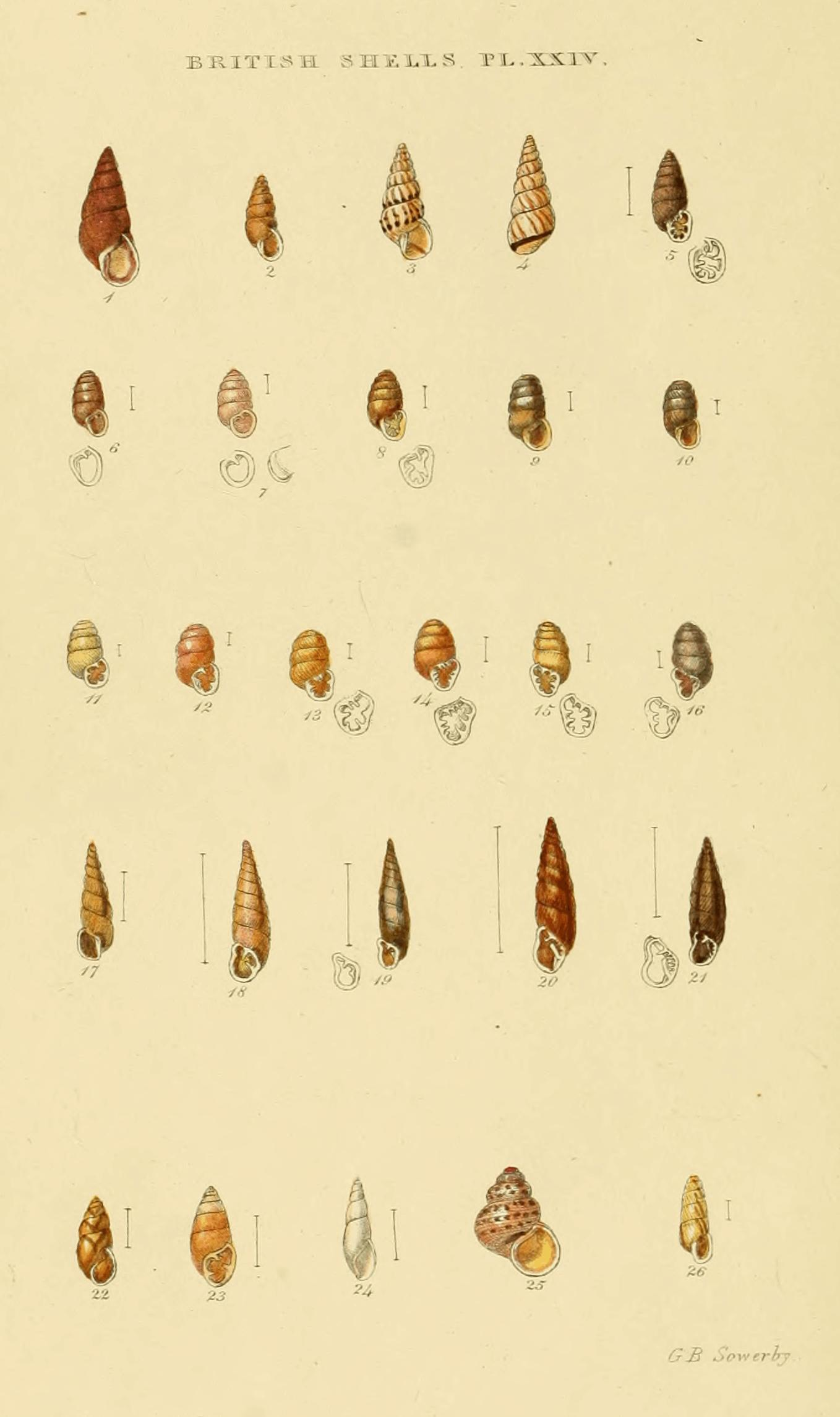
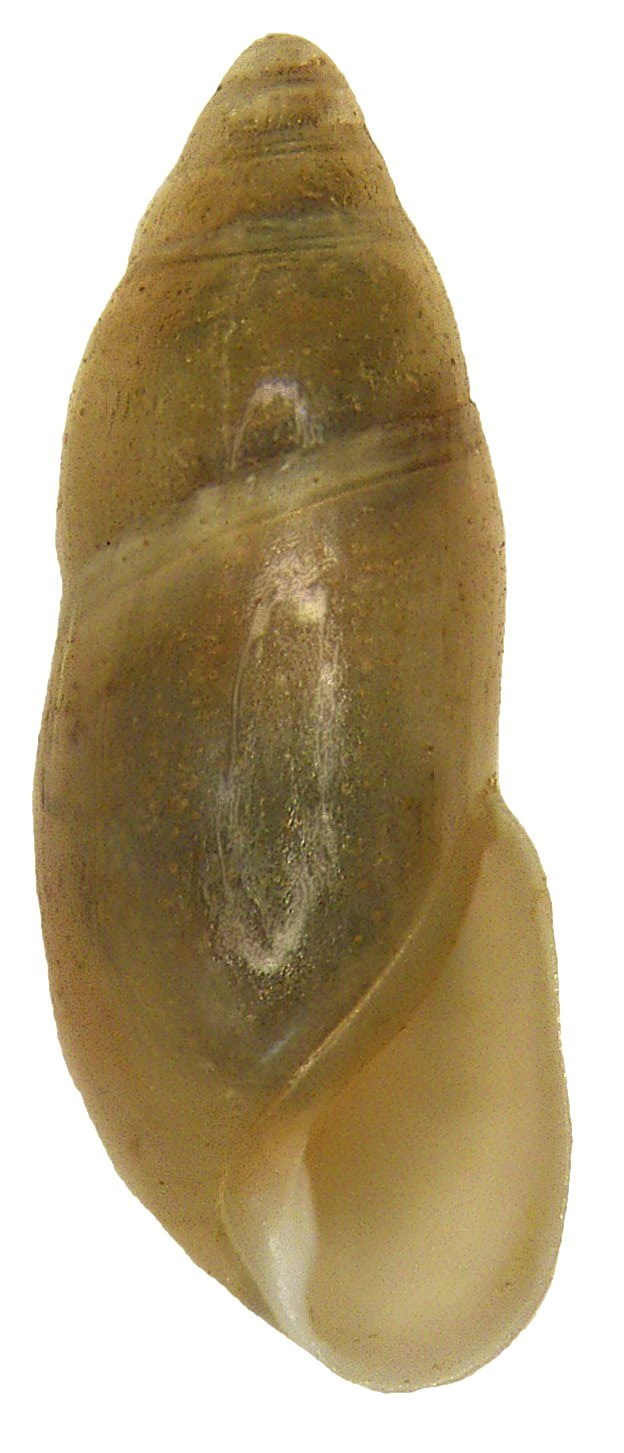
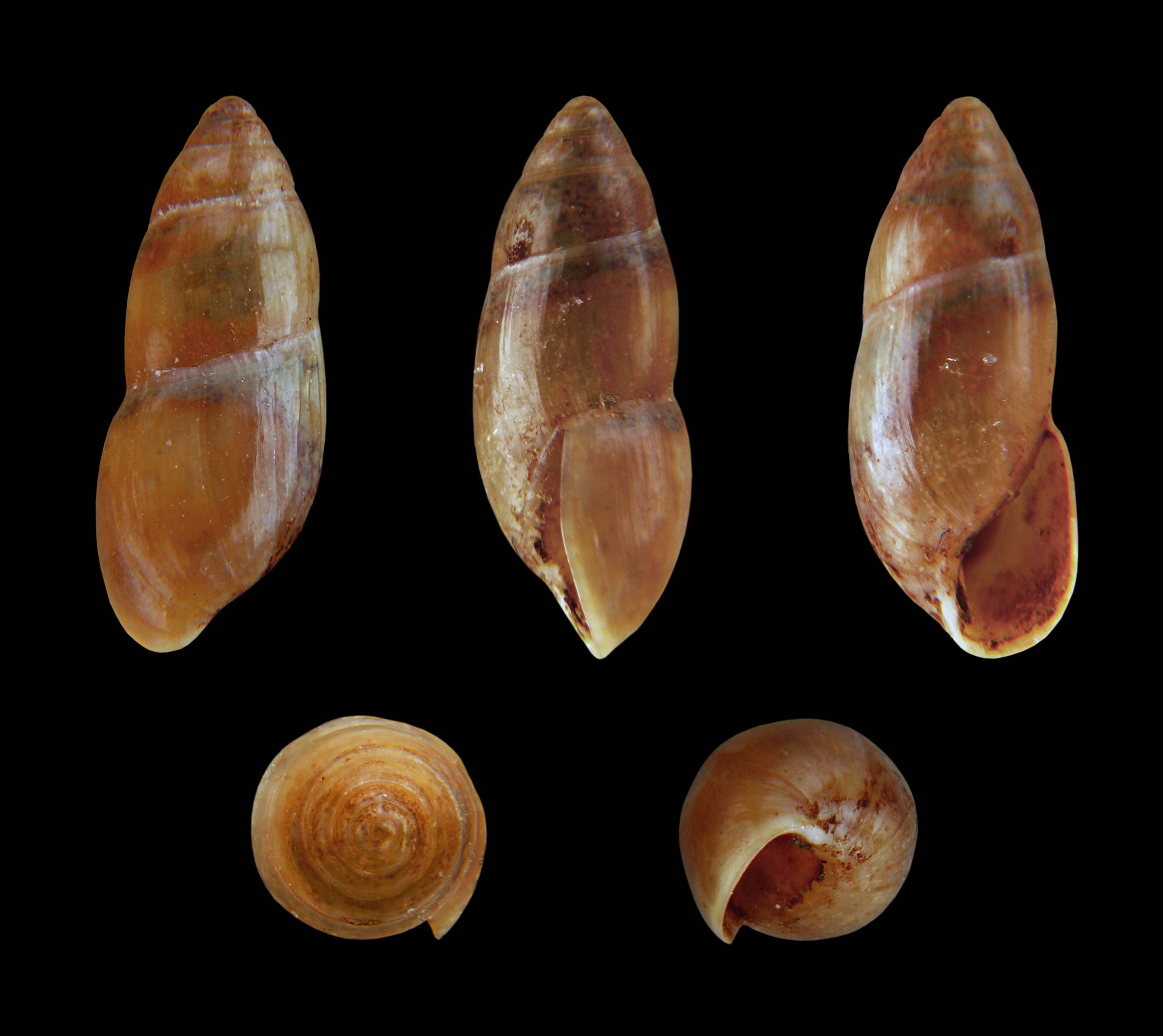
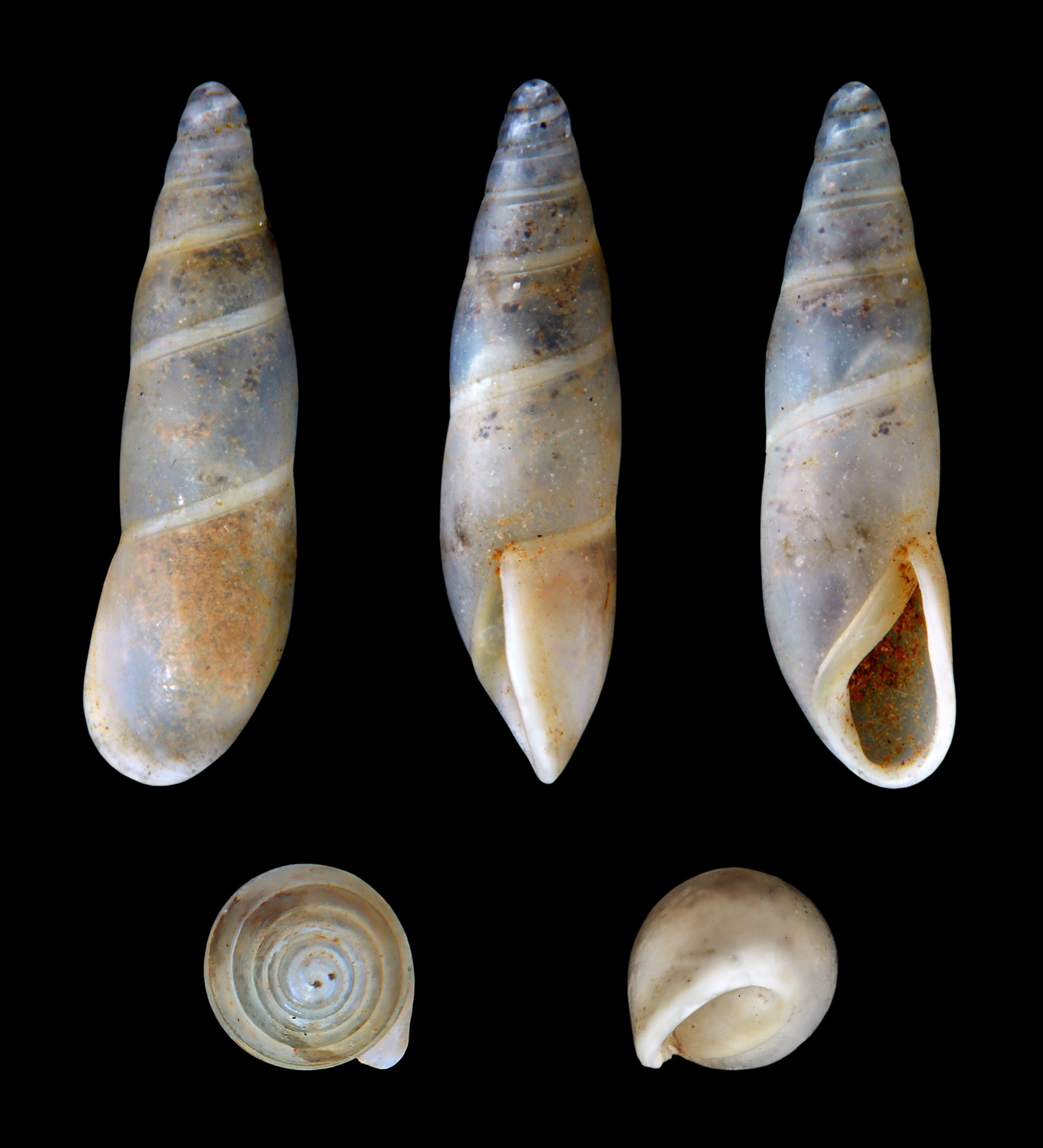
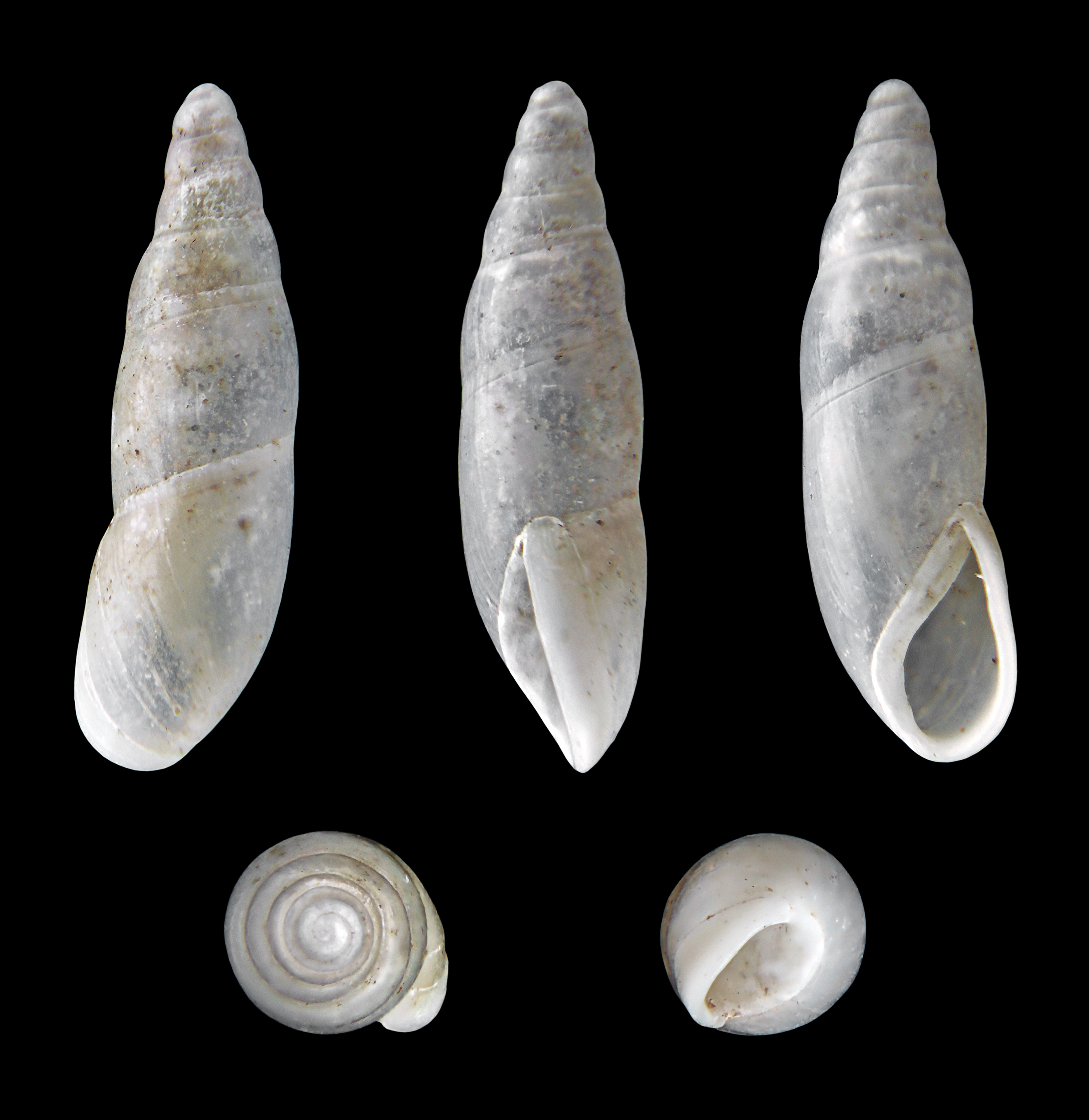
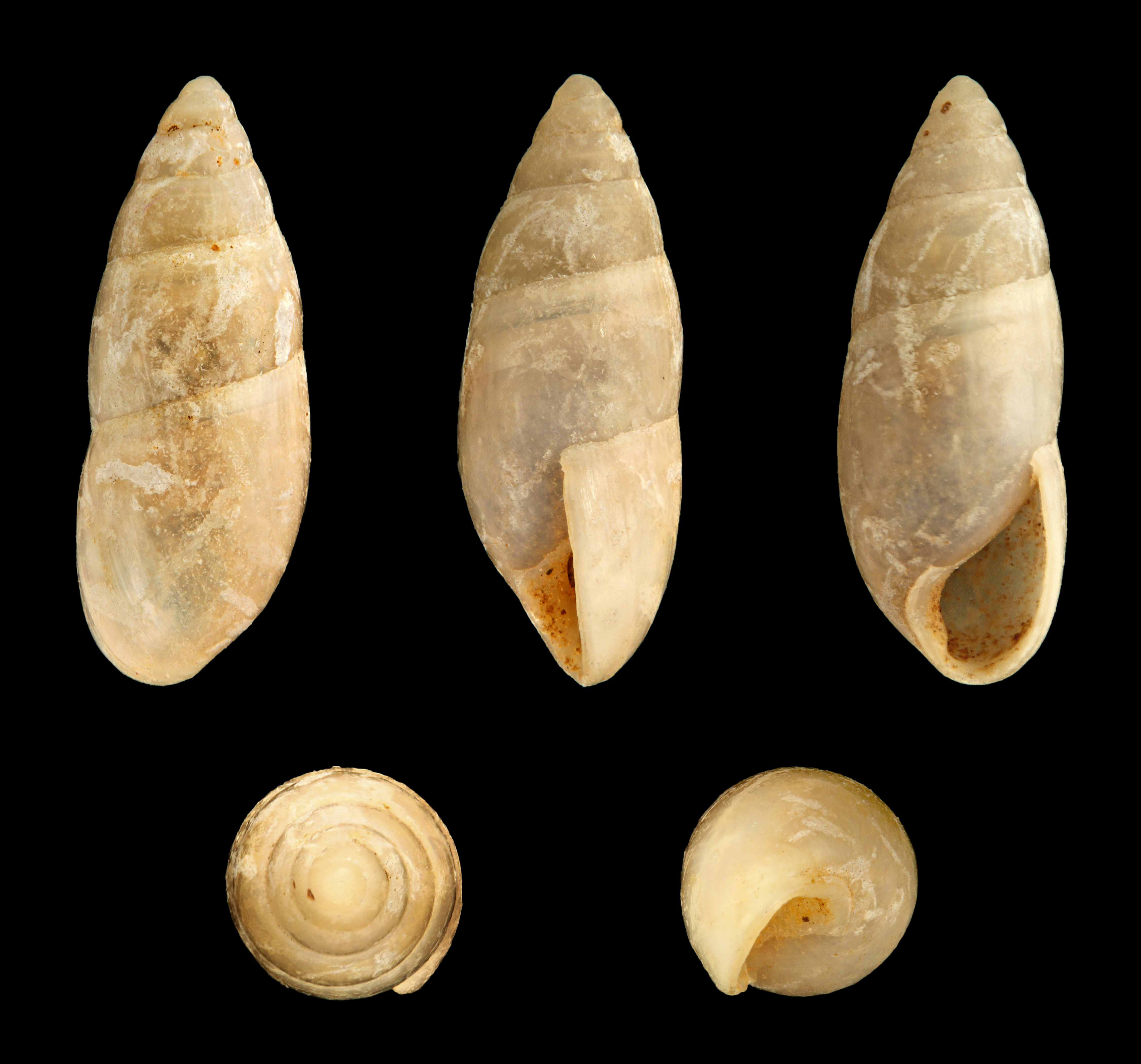